# Saxifraga miscellanea
Saxifraga miscellanea är en stenbräckeväxtart som beskrevs av Luiset och Soulie. Saxifraga miscellanea ingår i Bräckesläktet som ingår i familjen stenbräckeväxter. Inga underarter finns listade i Catalogue of Life.